# Xylotrechus discors
Xylotrechus discors är en skalbaggsart som beskrevs av Charles Joseph Gahan 1907. Xylotrechus discors ingår i släktet Xylotrechus och familjen långhorningar. Inga underarter finns listade i Catalogue of Life.